# 熊崎站
熊崎站（日语：／ Kumasaki eki */?）是位於大分縣臼杵市，屬於九州旅客鐵道（JR九州）日豐本線的鐵路車站。本站原為直營站，但為削減鐵道事業赤字，而在2015年3月14日隨時間表改正而變成無人車站。

## 車站構造

### 站房
本站的站房為木製單層站房，採用當時國鐵時代的典型站房設計。玄關位設於中間，進站後左側為候車大廳，設有多張獨立座椅式候車長櫈、書枱及書櫃。在近中間驗票口附近設有一部簡易式自動售票機。右側為原售票窗口、站務室及職員留宿處，現時全作為儲物室之用。通過開放式閘口後，左轉沿行人天橋到達月台。站房外的左邊設有男、女獨立洗手間一座；右側則建有1座單層水泥建築物，為控制信號的通訊配線室。

### 月台
站內設有1座島式月台，月台的有效長度為160米，但月台上僅有一個長約6米的有蓋候車亭及一張候車長櫈外。兩端出站後均設有安全側線。
| 月台 | 路線      | 上下行 | 方向                               |
| ---- | --------- | ------ | ---------------------------------- |
| 1    | ■日豐本線 | 下行   | 臼杵、佐伯方向                     |
| 2    | ■日豐本線 | 上行   | 大分、龜川、日出、中山香、中津方向 |

## 歷史
- 1920年8月15日：鐵道省開設車站。
- 1984年11月1日：成為業務委託車站。
- 1987年4月1日：國鐵分割民營化，車站由九州旅客鐵道（JR九州）營運。
- 2015年3月14日：變為無人站[3]。

## 使用狀況
在2020年度，1日平均乘車人次為326人。
| 乘車人員變遷 | 乘車人員變遷 |
| 年度         | 1日平均人次  |
| ------------ | ------------ |
| 2000         | 357          |
| 2001         | 358          |
| 2002         | 368          |
| 2003         | 353          |
| 2004         | 341          |
| 2005         | 343          |
| 2006         | 351          |
| 2007         | 344          |
| 2008         | 334          |
| 2009         | 317          |
| 2010         | 303          |
| 2011         | 321          |
| 2012         | 318          |
| 2013         | 352          |
| 2014         | 360          |
| 2015         | 380          |
| 2016         | 399          |
| 2017         | 389          |
| 2018         | 381          |
| 2019         | 363          |
| 2020         | 326          |
| 2021         | 325          |
| 2022         | 331          |
| 2023         | 342          |

## 相鄰車站
九州旅客鐵道
■日豐本線
下之江－熊崎－上臼杵

## 外部連結
- JR九州熊崎站 （页面存档备份，存于）
- 國土地理院地圖參閲服務 （页面存档备份，存于） - 熊崎站周邊1/25000地勢圖 （页面存档备份，存于）